# Lawrence Stevens
Lawrence Stevens (Johannesburg, 25 febbraio 1913 – Durban, 17 agosto 1989) è stato un pugile sudafricano.

## Palmarès

### Olimpiadi
- Oro a Los Angeles 1932 nei pesi leggeri.

### Giochi dell'Impero Britannico
- Argento a Hamilton 1930 nei pesi piuma.